# Ordine di Giorgio I
L'Ordine di Giorgio I (anche come Ordine Reale di Giorgio I) è un'onorificenza greca che venne creata il 16 gennaio 1915 dal re Costantino I di Grecia , in ricordo ed onore del padre Giorgio I. Nel 1924, con l'abolizione della monarchia e la proclamazione della Seconda repubblica, l'ordine fu abolito e rimpiazzato dall'Ordine della Fenice. L'ordine di Giorgio I venne restaurato nel 1935 quando il sovrano greco Giorgio II ritornò sul trono. Con la fine della monarchia del 1973, fu abolito e sostituito dall'Ordine d'Onore, ancora oggi onorificenza della Repubblica ellenica. Dopo l'esilio di Costantino II, l'ordine poté essere concesso dal capo della Casa reale greca .
L'Ordine veniva conferito al personale militare e civile che si era distinto nelle battaglie per la patria, per le attività nell'amministrazione, nella politica, nella letteratura, nelle scienze e nelle arti, nell'economia nazionale, nonché a coloro che si erano distinti nel campo delle relazioni sociali; per eccezionali servizi politici resi allo Stato, cittadini greci all'estero, le cui attività hanno contribuito alla glorificazione della Grecia. L'ordine è costituita da due divisioni: civile e militare .

## Ordine

### Classi
L'ordine aveva cinque classi:
- Cavaliere di Gran Croce
- Gran Commendatore
- Commendatore
- Croce d'Oro
- Croce d'Argento

Poiché l'Ordine era limitato agli ufficiali e agli alti funzionari statali, nel 1915 fu istituita un'ulteriore medaglia commemorativa dell'Ordine di Giorgio I (Αναμνηστικόν μετάλλιον του Τάγματος Γεωργίου Α') per Sottufficiali e soldati comuni, giovani ufficiali e comuni cittadini. Inizialmente prevedeva due classi, argento e bronzo, a cui ne fu aggiunta una terza, in oro, dopo il 1935.
| Nastri                   |                         |              |                   |                      |
| Croce d'argento o Membro | Croce d'oro o Ufficiale | Commendatore | Gran Commendatore | Cavaliere Gran Croce |

### Insegne

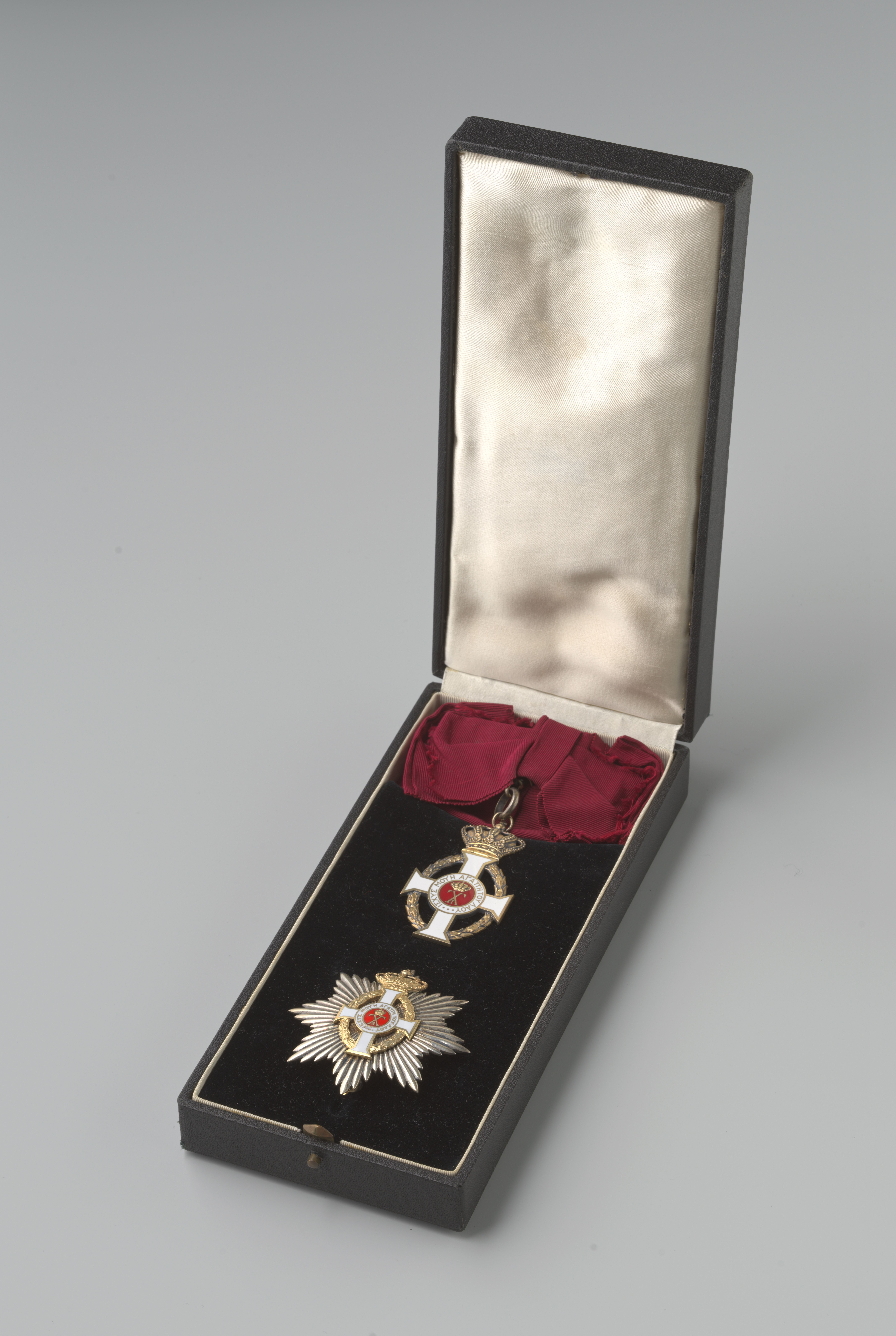
La classe di Cavaliere di Gran Croce dell'Ordine di Giorgio I, istituito nel 1915.

L'insegna dell'Ordine di Giorgio I consiste in una croce latina smaltata di bianco, in argento per la classe della Croce d'Argento mentre in oro per le classi superiori, con una corona d'alloro che attraversa i bracci della croce. Il centro della croce riporta il monogramma di re Giorgio I di Grecia su uno sfondo in smalto rosso, il tutto circondato da un anello in smalto bianco riportante il motto reale "ΙΣΧΥΣ ΜΟΥ Η ΑΓΑΠΗ ΤΟΥ ΛΑΟΥ", "L'amore del mio popolo è la mia forza". Sul retro dell'insegna, in particolare nel centro, sono riportati gli anni del regno di Giorgio I, ovvero 1863 - 1913. L'insegna è sormontata da una corona ed inoltre, per quanto riguarda le insegne della divisione militare, queste avevano delle spade incrociate dietro il distintivo. Il distintivo della medaglia commemorativa presenta un design identico, fatta eccezione per la croce che non è smaltata. Il nastro dell'ordine è color rosso cremisi .
Le classi di Gran Commendatore, come quella di Gran Croce, dispone di una stella, o placca, a raggi dritti a quattro punte con al centro l'insegna dell'ordine. Il grado di Gran Croce presenta una stella ad otto stelle con sempre l'insegna dell'ordine ed una fascia, che deve essere portata dalla spalla destra all'anca sinistra. Le insegne di Commendatore e Gran Commendatore sono portate al collo, mentre le stelle delle due classi superiori sono portate sulla parte destra del petto .

### Insigniti
Membri della casa reale greca:
- Costantino I di Grecia (fondatore)
- Giorgio II di Grecia [5][6]
- Paolo di Grecia [7][8]
- Costantino II di Grecia [9][10]
- Pavlos di Grecia (1967) [11][12]
- Nicola di Grecia (1969) [13][14]
- Filippo di Grecia [15][16]
- Nicola di Grecia [17]
- Pietro di Grecia [18]

Membri di case reali straniere
- Giorgio, duca di Kent [19]
- Filippo di Edimburgo [20]